# Fantômes contre fantômes
Pour les articles homonymes, voir Fantôme (homonymie) et Chasseur de fantômes (homonymie).
Pour plus de détails, voir Fiche technique et Distribution.
Fantômes contre fantômes ou Chasseurs de fantômes au Québec (The Frighteners) est un film américano-néo-zélandais réalisé par Peter Jackson, sorti en 1996.

## Synopsis
En 1964, à Fairwater en Californie, Johnny Charles Bartlett (Jake Busey), voulant devenir le tueur en série le plus prolifique, tue 12 personnes dans un sanatorium avec la complicité de son épouse mineure Patricia Ann Bradley. Ils sont jugés et condamnés. Johnny est condamné à mort et exécuté. Patricia, libérée après avoir effectué sa peine de prison est retournée vivre avec sa mère (Julianna McCarthy (en)) dans une maison isolée.
En 1990, Frank Bannister (Michael J. Fox), architecte, construit sa maison. Il se dispute avec son épouse Debra (Angela Bloomfield), part au volant de sa voiture en s'alcoolisant et a un accident de voiture. Quand il reprend conscience, il est partiellement amnésique, la police découvre le cadavre de Debra à proximité de l'épave de la voiture avec le nombre 13 gravé sur son front. Franck s'aperçoit que le traumatisme de l'accident lui a donné la faculté de voir les fantômes et de communiquer avec eux.
Rongé par la culpabilité, il abandonne son métier d'architecte et vit dans sa maison inachevée, qu'il laisse en chantier. Il utilise sa nouvelle aptitude de médium pour exorciser les maisons hantées. En réalité, il s'est lié d'amitié avec trois fantômes : le juge (John Astin), Cyrus (Chi McBride) et Stuart (Jim Fyfe (en)), qui son devenus ses complices pour réaliser ses escroqueries. Le juge est le fantôme d'un chasseur de prime du Far West, Cyrus celui d'un gangster et Stuart d'un ringard. Frank désigne une maison à ses trois fantômes complices, qui font des farces aux habitants et il vient exorciser la maison, en facturant son intervention aux propriétaires crédules. Néanmoins, il peine à trouver des clients et traine une mauvaise réputation.
Franck se rend chez la Dr Lucy Lynskey (Trini Alvarado), mariée à Ray (Peter Dobson), pour exorciser leur maison que ses trois complices fantômes hantent. Ray, très septique, soupçonne Franck d'être un escroc et refuse d'être victime d'une arnaque. Franck observe que Ray a le numéro lumineux 14 inscrit sur le front. Ray le chasse de chez lui. La nuit même, Ray décède mystérieusement dans son lit. Franck se rend à son enterrement au cimetière, où il rencontre son fantôme, qui refuse d'admettre sa mort, car il ne veut pas quitter Lucy. 
Fairwater connait une vague de meurtres non élucidés. Les victimes sont retrouvées mortes d'un infarctus, avec pour seul stigmate un numéro inscrit par un objet coupant sur le front. Les enterrements se multiplient, laissant la population inquiète et la police impuissante.
À la suite d'une dispute impliquant une journaliste de la ville qui s'est mis en tête de trainer publiquement Franck Bannister dans la boue, ce dernier découvre qui est responsable des morts inexpliquées : Une entité ayant l'apparence de la Mort, vêtue de sa grande robe noire, faux à la main.

## Fiche technique
- Titre original : The Frighteners
- Titre français : Fantômes contre fantômes
- Titre québécois : Chasseurs de fantômes
- Scénario : Peter Jackson et Fran Walsh
- Production : Peter Jackson et Jamie Selkirk
- Musique : Danny Elfman
- Photographie : John Blick et Alun Bollinger (en)
- Montage : Jamie Selkirk
- Décors : Grant Major
- Costumes : Barbara Darragh
- Sociétés de production : Universal Pictures et WingNut Films
- Distribution : Universal Pictures (États-Unis), United International Pictures (France)
- Budget : 26 millions de dollars[1]
- Durée : 110 minutes, 123 minutes (version longue)
- Genre : comédie horrifique et fantastique
- Dates de sortie :
  -  États-Unis : 19 juillet 1996
  -  Nouvelle-Zélande : 26 décembre 1996
  -  France : 29 janvier 1997
- Interdit aux moins de 12 ans lors de sa sortie en salles en France

## Distribution
- Michael J. Fox (VF : Luq Hamet) : Frank Bannister, veuf, ex-architecte, médium
- Trini Alvarado (VF : Marine Jolivet) : Dr Lucy Lynskey
- Peter Dobson (VF : Patrick Borg) : Ray Lynskey, mari de Lucy
- Dee Wallace-Stone (VF : Frédérique Tirmont) : Patricia Ann Bradley
  - Nicola Cliff : Patricia jeune
- Jake Busey (VF : Thierry Ragueneau) : Johnny Charles Bartlett, tueur en série, mari de Patricia
- Jeffrey Combs (VF : Patrick Laplace) : Milton Dammers
- Troy Evans (VF : Benoît Allemane) : le shérif Walt Perry
- R. Lee Ermey (VF : Jean-Claude Sachot) : le fantôme du sergent Hiles, autoproclamé gardien du cimetière
- Elizabeth Hawthorne (VF : Martine Meiraghe) : Magda Rees-Jones
- Angela Bloomfield : Debra Bannister, épouse de Franck
- John Leigh : Bryce Campbell
- Stuart Devenie : le conservateur du musée
- John Astin (VF : Claude Nicot) : le juge, fantôme ami et complice de Frank
- Chi McBride (VF : Mario Santini) : Cyrus, fantôme ami et complice de Frank
- Jim Fyfe (en) (VF : Gilles Laurent) : Stuart, fantôme ami et complice de Frank
- Julianna McCarthy (en) : Mme Bradley
- Ken Blackburn (en) (VF : Jean-François Aupied) : Dr Kamins
- Genevieve Westcott (en) : la présentatrice de télévision
- Leslie Wing (en) : Mme Waterhouse
- Desmond Kelly : Harry Sinclair
- Jonathan Blick : Steve Bayliss
- K.C. Kelly : le docteur
- Leslie Klein : Sylvia, la domestique
- Frank Edwards : l'homme qui ressuscite
- Alan O'Leary : le serveur
- Danny Lineham : Barry
- Charlie McClellan : le reporter
- William Pomeroy : Jacob Platz
- Melanie Lynskey : l'adjointe du shérif (caméo)
- Peter Jackson : l'homme barbu avec un piercing que Frank bouscule quand il sort des locaux de la gazette locale (caméo)[2]

## Production

### Genèse et développement
Le réalisateur néozélandais Peter Jackson et sa femme Fran Walsh écrivent une première ébauche du film en 1992, durant la phase d'écriture de Créatures célestes (finalement sorti en 1994). Ils écrivent un premier manuscrit de trois pages qu'ils envoient à leur agent à Hollywood. 
Robert Zemeckis découvre ce scénario et envisage de le mettre lui-même en scène, comme un épisode de la série télévisée Les Contes de la crypte dont il est l'un des producteurs,. En janvier 1993, Robert Zemeckis charge donc Peter Jackson et Fran Walsh d'écrire un premier script. Leur première version du script est finalisée en janvier 1994. Tellement impressionné par leur travail, Robert Zemeckis se dit alors que le film doit absolument être mis en scène par Peter Jackson et décide d'en être que le producteur délégué alors que le film sera financé par Universal Pictures. Le studio valide donc le projet en avril 1994 avec un budget de 26 millions de dollars, et garantit à Peter Jackson et Robert Zemeckis un contrôle artistique  ainsi que le montage final.
Peter Jackson décide de tourner le film dans son pays natal, la Nouvelle-Zélande. Robert Zemeckis et Universal acceptent son choix à condition que les décors rappellent le Midwest américain.

### Attribution des rôles
Robert Zemeckis a tout de suite pensé à Michael J. Fox, qu'il a dirigé dans la trilogie Retour vers le futur, pour le premier rôle. Ce choix plait d'emblée à Peter Jackson et Fran Walsh, alors que les noms de Tom Cruise et Matthew Broderick étaient envisagés en cas de refus de l'acteur Michael J. Fox, déjà atteint de la maladie de Parkinson lors du tournage du film, tient ici son dernier rôle en tête d'affiche d'un film. Après le long tournage en Nouvelle-Zélande, il préfère se rapprocher de sa famille et tourner dans la sitcom Spin City.
Jeffrey Combs est choisi pour incarner l'agent du FBI Milton Dammers, Peter Jackson étant fan de lui et de Re-Animator (1985). C'est l'acteur lui-même qui a l'idée de la coupe de cheveux « hitlérienne ». Il porte aussi des lentilles noires durant tout le tournage afin de rendre son regard plus inquiétant. De plus, dans la version longue, lorsqu'il retient le Dr. Lucy dans sa voiture, on peut y voir une croix gammée sur la paume de sa main droite. Pour la version cinéma, ce signe a été gommé numériquement.
Le personnage du fantôme du sergent Hiles, autoproclamé gardien du cimetière, est au départ écrit par Peter Jackson et Fran Walsh comme une parodie du sergent instructeur Hartman incarné par R. Lee Ermey dans le film Full Metal Jacket. Après des auditions infructueuses en Nouvelle-Zélande, ils décident de faire appel à R. Lee Ermey lui même pour parodier son propre rôle.
L'un des bébés apparaissant dans le film n'est autre que Billy Jackson, le fils de Peter Jackson et Fran Walsh.

### Tournage
Le tournage débute le 14 mai 1995 et s'achève le 16 novembre 1995, soit le plus long tournage accordé par Universal Pictures à l'époque. Il se déroule à Wellington, Lyttelton ainsi que dans les Camperdown Studios de Miramar,.
Le tournage est notamment marqué par le grave accident de la route du directeur de la photographie Alun Bollinger (en). Il est remplacé par John Blick avec lequel il se partage le travail à son retour. Michael J. Fox se blesse à la jambe lors du tournage d'une scène en forêt.

## Musique

### Musiques préexistantes
Sauf indication contraire, les informations mentionnées dans cette section peuvent être confirmées par la base de données cinématographiques IMDb,  présente dans la section « Liens externes ».
- Superstar (en) par Sonic Youth.
- (Don't Fear) The Reaper par The Mutton Birds (en) (générique de fin).

### Bande originale
La musique du film est composée par Danny Elfman.

## Accueil

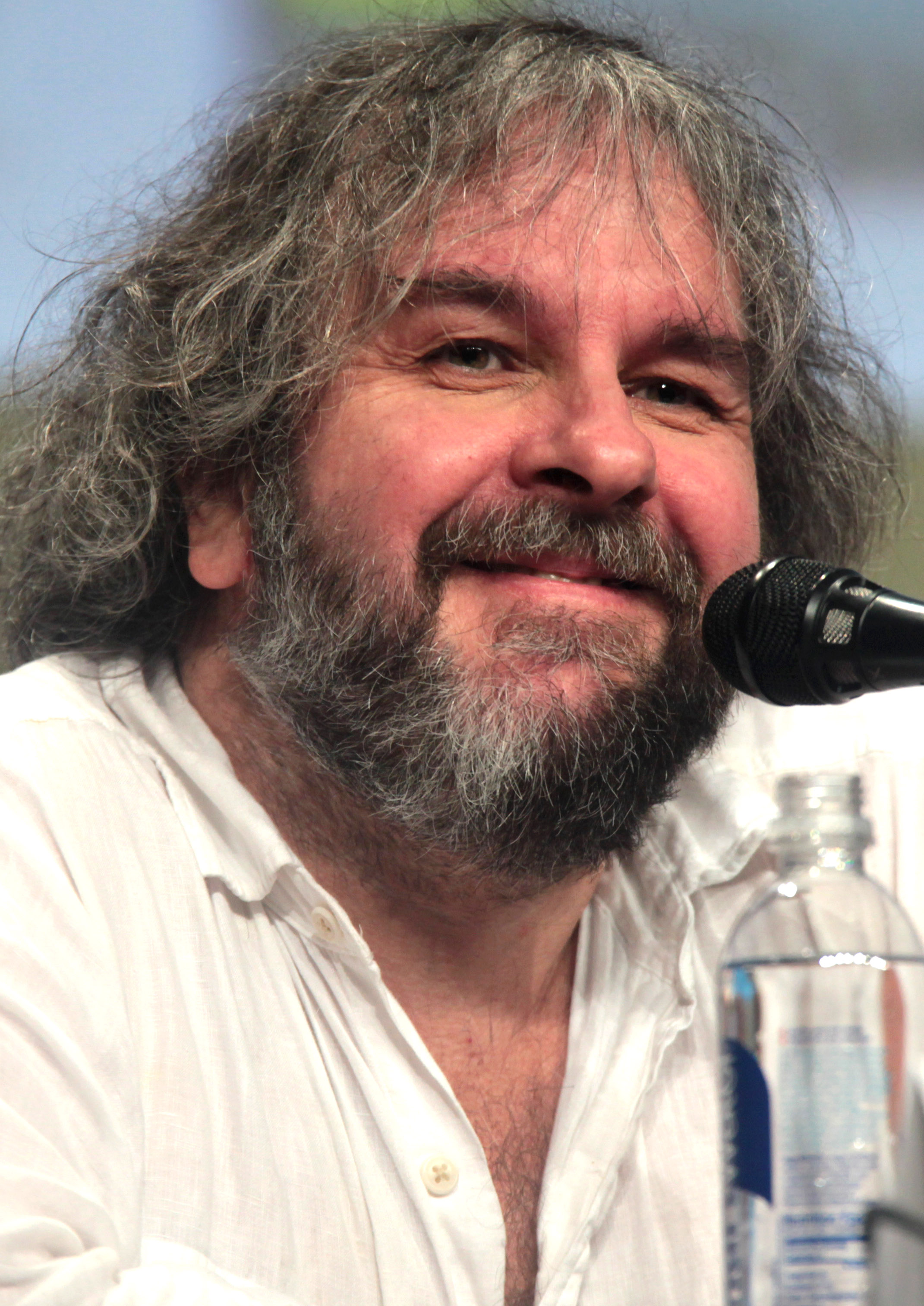
Peter Jackson au Comic Con en 2014

### Box-office
Alors que Peter Jackson et le producteur Robert Zemeckis plébiscitaient une sortie pour Halloween en octobre 1996, le studio préfère une sortie estivale. Le film sort cependant aux États-Unis le jour d'ouverture des Jeux olympiques d'été d'Atlanta, ce qui lui vaudra un échec cuisant au box-office.
| Pays ou région    | Box-office      | Date d'arrêt du box-office | Nombre de semaines |
| ----------------- | --------------- | -------------------------- | ------------------ |
| France            | 239 692 entrées |                            |                    |
| États-Unis Canada | 16 759 216 $    |                            |                    |
| Mondial           | 29 359 216 $    | -                          | -                  |

## Analyse
- Le film fait référence à des tueurs en série : Ted Bundy, Charles Starkweather et sa compagne Caril Ann Fugate et Andreï Tchikatilo[10].